# Tratado de Rapallo (1920)

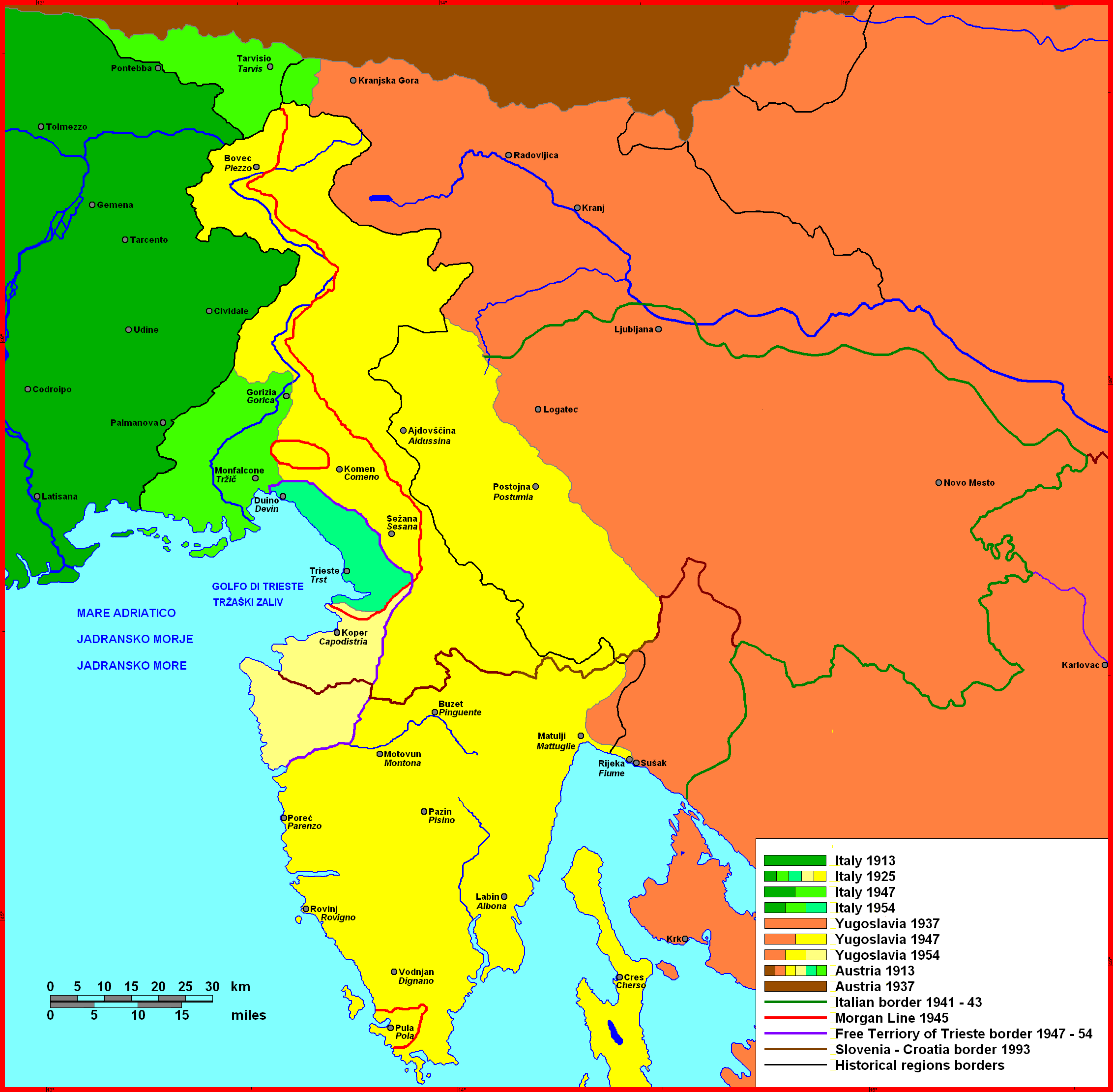
Mapa das alterações de fronteiras: com o Tratado de Rapallo, a Itália recebeu a maior parte do Litoral Austríaco, parte do Carniola Interior, e algumas áreas de fronteira da Caríntia.

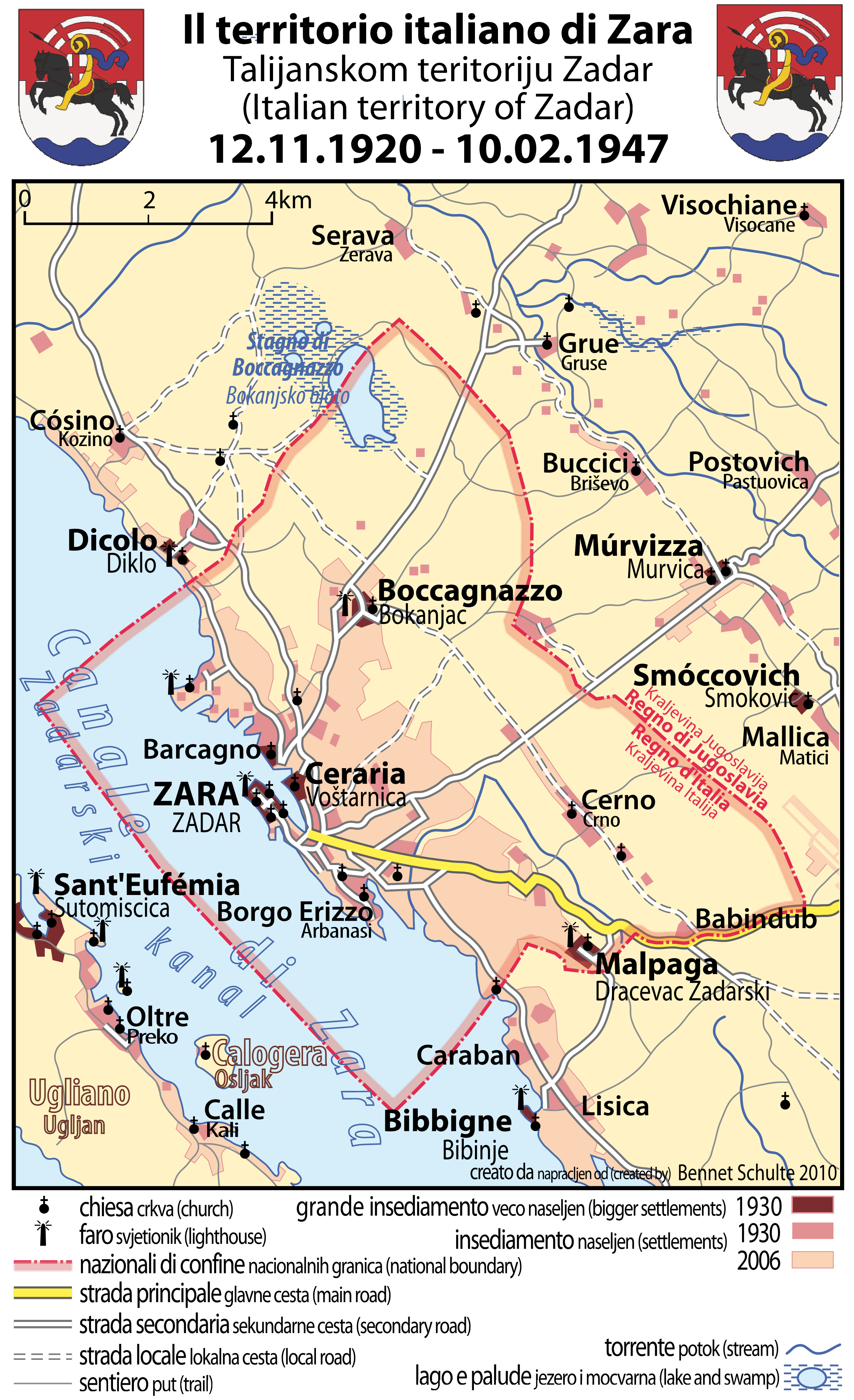
Mapa do território italiano de Zara, 1920-1947

O Tratado de Rapallo foi um tratado entre o Reino da Itália e o Reino dos Sérvios, Croatas e Eslovenos (renomeado como Iugoslávia em 1929), assinado para resolver a disputa sobre alguns territórios do antigo litoral austríaco no mar Adriático norte e da Dalmácia.
O tratado foi assinado em 12 de novembro de 1920 em Rapallo, perto de Gênova, Itália. A assinatura foi precedida por negociações ítalo-iugoslavas em Villa Spinola, lideradas principalmente por Ivanoe Bonomi e Francesco Salata.
A tensão entre a Itália e a Iugoslávia surgiu ao final da I Guerra Mundial, quando o Império Austro-húngaro foi dissolvido e a Itália conquistou os territórios que lhe foram conferidas em segredo pelo Pacto de Londres de 1915. De acordo com o pacto, assinado na cidade de Londres em 26 de abril de 1915 pelo Reino da Itália e a Tríplice Entente; em caso de vitória no final da Primeira Guerra Mundial, a Itália obteria várias conquistas territoriais, incluindo o antigo Litoral Austríaco, Norte da Dalmácia e, notavelmente, Zadar (Zara), Šibenik (Sebenico), e a maioria das ilhas da Dalmácia (exceto Krk e Rab).
Estes territórios tinham uma população etnicamente mista, com Eslovenos e Croatas a compor mais da metade da população da região. O pacto, portanto, foi anulado com o Tratado de Versalhes, sob pressão do Presidente Woodrow Wilson, nulificando as reivindicações italianas no Norte da Dalmácia. O objectivo do Tratado de Rapallo, foi encontrar um compromisso político seguindo o vazio político criado pela não aplicação do pacto de Londres de 1915.

## Conteúdo
Nas conclusões das discussões, os seguintes territórios foram anexados para a Itália:
- a parte ocidental do antigo Ducado de Carniola: mais da metade da região do Interior de Carniola, com os municípios de Idrĳa, Vipava, Šturje, Postojna, Št. Pedro na Krasu e Ilirska Bistrica, e o município da Carniola Superior de Bela Peč/Weissenfels;
- todo o território do antigo Litoral austríaco, exceto o município de Kastav e a ilha de Krk, que foram cedidos para o Reino dos Sérvios, Croatas e Eslovenos;
- A ex-capital do Reino da Dalmácia(subdivisão do Império Austro-Húngaro) Zadar (conhecido como Zara, em italiano) e as pequenas ilhas na Dalmácia de Lastovo e Palagruža.

De acordo com o tratado, a cidade de Rijeka (conhecido como Fiume em italiano) iria se tornar o independente, Estado Livre de Fiume, terminando assim a ocupação militar das tropas de Gabriele d'Annunzio, que começou com a Impresa di Fiume (marcha de Ronchi dei Legionari a Fiume, dos chamados "legionários" de Annunzio) e conhecido como a Regência Italiana de Carnaro. Esta parte do tratado, foi revogada em 1924, quando a Itália e a Iugoslávia assinaram o Tratado de Roma, que deu Fiume para a Itália e o adjacente porto de Sušak para a Iugoslávia.
O tratado, deixou um grande número de eslovenos e croatas na Itália. De acordo com o autor Paul N. Hehn, "o tratado deixou meio milhão de eslavos no interior da Itália enquanto apenas algumas centenas de Italianos no incipiente estado iugoslavo". de Fato, de acordo com o censo austríaco de 1910, 480 mil eslavos do Sul (eslovenos e croatas) tornaram-se cidadãos do Reino de Itália, enquanto cerca de 15 mil Italianos se tornaram cidadãos do novo estado da Iugoslávia (cerca de 13 mil na Dalmácia, e o resto na ilha de Krk). De acordo com o mesmo censo, cerca de 25 mil alemães étnicos e 3 mil húngaros também habitavam as regiões anexadas pela Itália com o Tratado, enquanto que o número de Italianos que viviam na região estava entre 350 mil e 390 mil.